# Лучо Фонтана
Лучо Фонтана (Росарио, 19. фебруар 1899 — Комабио, 7. септембар 1968) био је аргентино-италијански сликар, вајар и теоретичар. Познат је као оснивач спацијализма и заговорник апстрактног сликарства као први познати уметник који је исекао своја платна – што симболизује потпуно одбацивање свих претпоставки уметности.

## Младост
Рођен је у Росарију, Санта Фе, у Аргентини, у породици италијанских имиграната, као син вајара Луиђија Фонтане (1865–1946). Фонтана је прве године свог живота провео у Аргентини, а затим је 1905. послат у Италију, где је остао до 1922. године, радећи као вајар са оцем, а затим самостално. Већ 1926. године учествовао је на првој изложби групе Нексус, младих аргентинских уметника који су радили у Росарију де Санта Феу.

## Рад
Године 1927. Фонтана се вратио у Италију и студирао је заједно са Фаустом Мелотијем код вајара Адолфа Вилдта, на Академији ди Брера у Милану од 1928. до 1930. године. Тамо је представио своју прву изложбу 1930. године, коју је организовала миланска уметничка галерија Il Milione. Током наредне деценије путовао је по Италији и Француској, радећи са апстрактним и експресионистичким сликарима. Године 1935. придружио се удружењу Апстракција-креација у Паризу и од 1936. до 1949. године израђивао је експресионистичке скулптуре у керамици и бронзи. Године 1939. придружио се миланској групи експресионистичких уметника „Коренте“.
1940. године вратио се у Аргентину. У Буенос Ајресу  је 1946. основао академију Алтамира заједно са неким својим студентима и објавио Бели манифест, у којем се наводи: „Материја, боја и звук у покрету су феномени чији истовремени развој чини нову уметност“. У тексту, који Фонтана није потписао, али коме је активно допринео, почео је да формулише теорије које ће проширити као Spazialismo, или Spatialism, у пет манифеста од 1947. до 1952. године. По повратку из Аргентине 1947. године, подржао је, заједно са писцима и филозофима, први манифест просторног уређења (Spazialismo). Фонтанин атеље и радови су потпуно уништени у савезничким бомбардовањима Милана, али је убрзо наставио свој керамички рад у Албисоли. У Милану је сарађивао са познатим миланским архитектама на украшавању неколико нових зграда у обнављању града након рата. Након повратка у Италију 1948. године, Фонтана је изложио свој први рад „Ambiente spaziale a luce nera“ („Просторно окружење“) (1949) у Галерији дел Навиљо у Милану, привремену инсталацију која се састојала од џиновског облика налик амеби, окаченој у замраченој просторији и осветљеној неонском светлошћу. Од 1949. године започео је такозвани Просторни концепт или серију цртаних линија, која се састојала од рупа или цртаних линија на површини монохроматских слика, цртајући знак онога што је назвао „уметношћу за свемирско доба“. За ова дела осмислио је генерички наслов Concetto spaziale („просторни концепт“) и користио га за скоро све своје касније слике. Оне се могу поделити у шире категорије: Бучи („рупе“), почев од 1949. године, и Таљи („косе црте“), које је увео средином 1950-их.
Фонтана је често облагао полеђину својих платна црном газом како би тама светлуцала иза отворених резова и стварала мистериозан осећај илузије и дубине. 1951. године је за Тријенале у Милану створио сложен неонски плафон под називом „Luce spaziale“. У својој важној серији Concetto spaziale, La Fine di Dio (1963–1964), Фонтана користи облик јајета. Својом серијом Pietre (камење), започетом 1952. године, Фонтана је спојио скулптурално са сликарством тако што је инкрустирао површине својих платна тешким импастом и обојеним стаклом. У свом циклусу „Buchi“ (рупе), започетом 1949–1950, пробушио је површину својих платна, разбијајући мембрану дводимензионалности како би истакао простор иза слике. Од 1958. године прочишћавао је своје слике стварањем мат, монохроматских површина, чиме је усмеравао пажњу посматрача на резове које цепају површину платна. Године 1959. Фонтана је изложио слике са одсеченим деловима и вишеструким комбинованим елементима (сетове је назвао кванта) и започео је „Природу“, серију скулптура направљених сечењем реза преко сфере од теракотне глине, коју је потом излио у бронзу.
Фонтана је учествовао у многим заједничким пројектима са важним архитектама тог времена, посебно са Лучаном Балдесаријем, који је делио и подржавао његово истраживање за Просторно светло – Структура у неону (1951) на 9. тријеналу и, између осталог, наручио му је да пројектује плафон биоскопа у павиљону Сидеркомит на 21. Миланском сајму 1953. године.
Око 1960. године, Фонтана је почео да поново користи резове и убоде који су до тада карактерисали његов веома лични стил, прекривајући платна слојевима дебелих уљаних боја нанетих ручно и четком и користећи скалпел или нож за стварање великих пукотина на њиховој површини. Године 1961, након позива да учествује заједно са уметницима Жаном Дибифеом, Марком Ротком, Семом Франсисом и другима на изложби савременог сликарства под називом „Уметност и контемплација“, одржаној у Палати Граси у Венецији, створио је серију од 22 дела посвећених граду. Манипулисао је бојом прстима и разним инструментима како би направио бразде, понекад укључујући и расуте фрагменте муранског стакла. Фонтану је потом позвао Мишел Тапије да изложи радове у галерији Марте Џексон у Њујорку. Као последица своје прве посете Њујорку 1961. године, створио је серију металних радова, урађених између 1961. и 1965. године. Радови су се састојали од великих плоча сјајног и изгребаног бакра, пробушених и издубљених, просечених драматичним вертикалним гестовима који подсећају на снагу њујоршке градње и металних и стаклених зграда.
Међу Фонтановим последњим делима је серија „Teatrini“ („мала позоришта“), у којима се вратио суштински равном идиому користећи позадинске тканине затворене унутар крила која подсећају на оквир; референца на позориште наглашава чин гледања, док у првом плану низ неправилних сфера или осцилујућих, таласастих силуета ствара живу игру сенки. Још једно дело из тог времена, „Trinità“ (Тројство) (1966), састоји се од три велика бела платна испрекидана линијама рупа, обухваћених позоришним амбијентом направљеним од ултрамаринских пластичних фолија које нејасно подсећају на крила.
У последњим годинама своје каријере, Фонтана се све више интересовао за постављање својих радова на бројним изложбама широм света које су му одавале почаст, као и за идеју чистоте постигнуте на његовим последњим белим платнима. Ове идеје су биле истакнуте на Венецијанском бијеналу 1966. године, за који је он дизајнирао окружење за свој рад. На изложби Документа Касел IV 1968. године, поставио је велику гипсану црту као центар потпуно белог лавиринта, укључујући плафон и под (Ambiente spaziale bianco).
Непосредно пре смрти био је присутан на демонстрацији „Уметност разарања, уништи да би створио“ у Музеју колеџа Финч у Њујорку. Затим је напустио свој дом у Милану и отишао у Комабио (у покрајини Варезе, у Италији), родни град своје породице, где је и умро 1968. године.
Фонтана је створио обилну количину графичких радова са апстрактним мотивима, као и фигурама, мало познатим у свету уметности, истовремено са израдом својих апстрактних перфорираних радова. Такође је био вајар бисте Овидија Лагоса, оснивача новина Ла Капитал, од карарског мермера.

## Колекције
Фонтанини радови се могу наћи у сталним колекцијама више од стотину музеја широм света. Конкретно, примерци из серије Pietre налазе се у музеју Stedelijk у Амстердаму, Центру Помпиду у Паризу, Музеју модерне уметности у Њујорку, Националној галерији модерне уметности у Риму, Музеју савремене уметности Вила Кроче у Ђенови и музеју van Abbemuseum у Ајндховену. Фонтанин накит је део сталне колекције Музеја ликовних уметности у Бостону.